# Pepi I Meryre

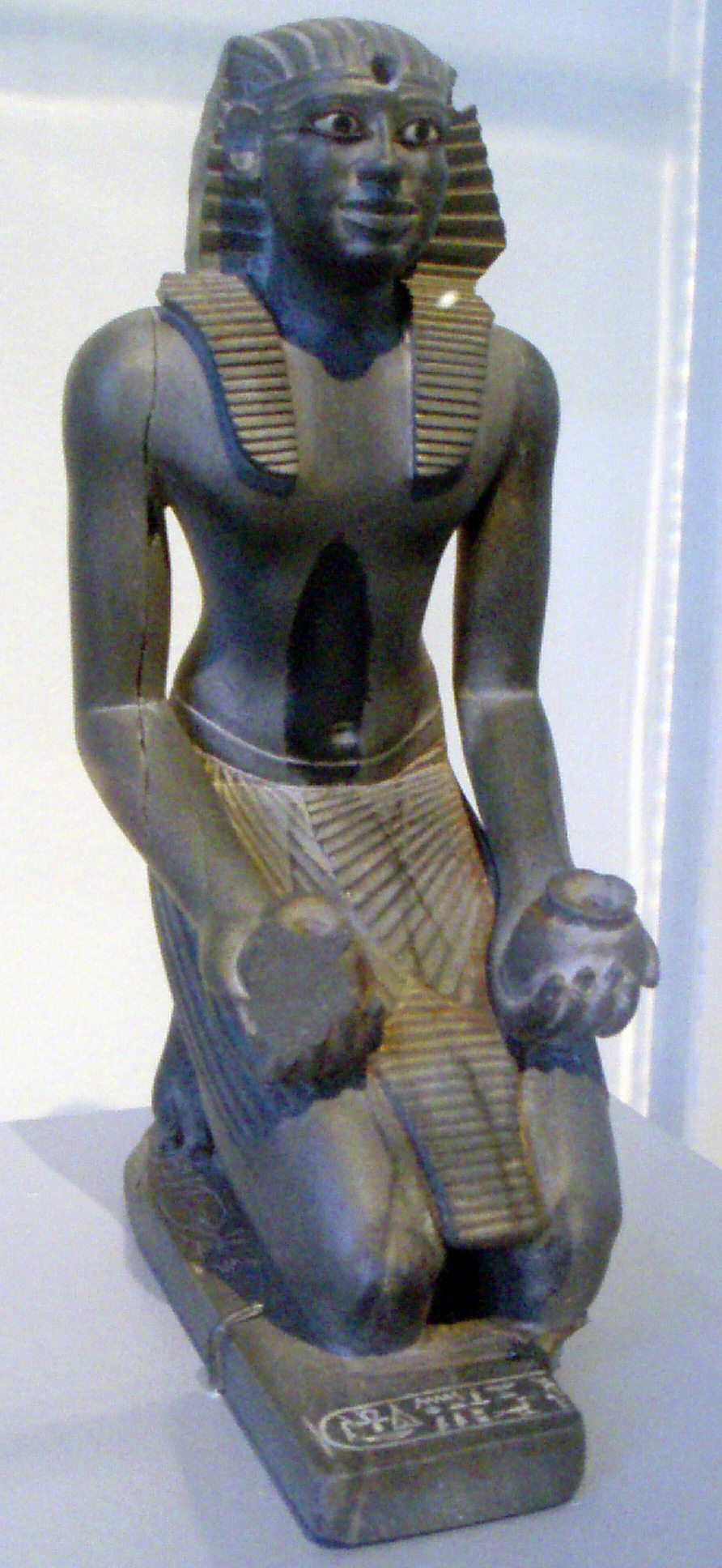
Pepi I îngenunchiat

Pepi I (2321-2268) a fost al 3-lea faraon al dinastiei a VI-a a Egiptului Antic.
- Numele de naștere: Pepi
- Formă grecizată: Phios (Manethon, Fr. 20).
- Numele de domnie: la începutul domniei era Nefer-sa-Hor „Cel cu protecție perfectă, un Horus“, ulterior adoptându-l pe cel de Meri-Re „Cel îndrăgit de Re“.

## Biografie
Pepi I a fost fiul lui Teti și al reginei Iput I. 
Datorită numărului mare al edificiilor construite atât în capitală cât și în provincie, dar și a reorganizării administrației centrale și a celei provinciale, unii egiptologi îl consideră cel mai însemnat suveran al întregului Regat Vechi.

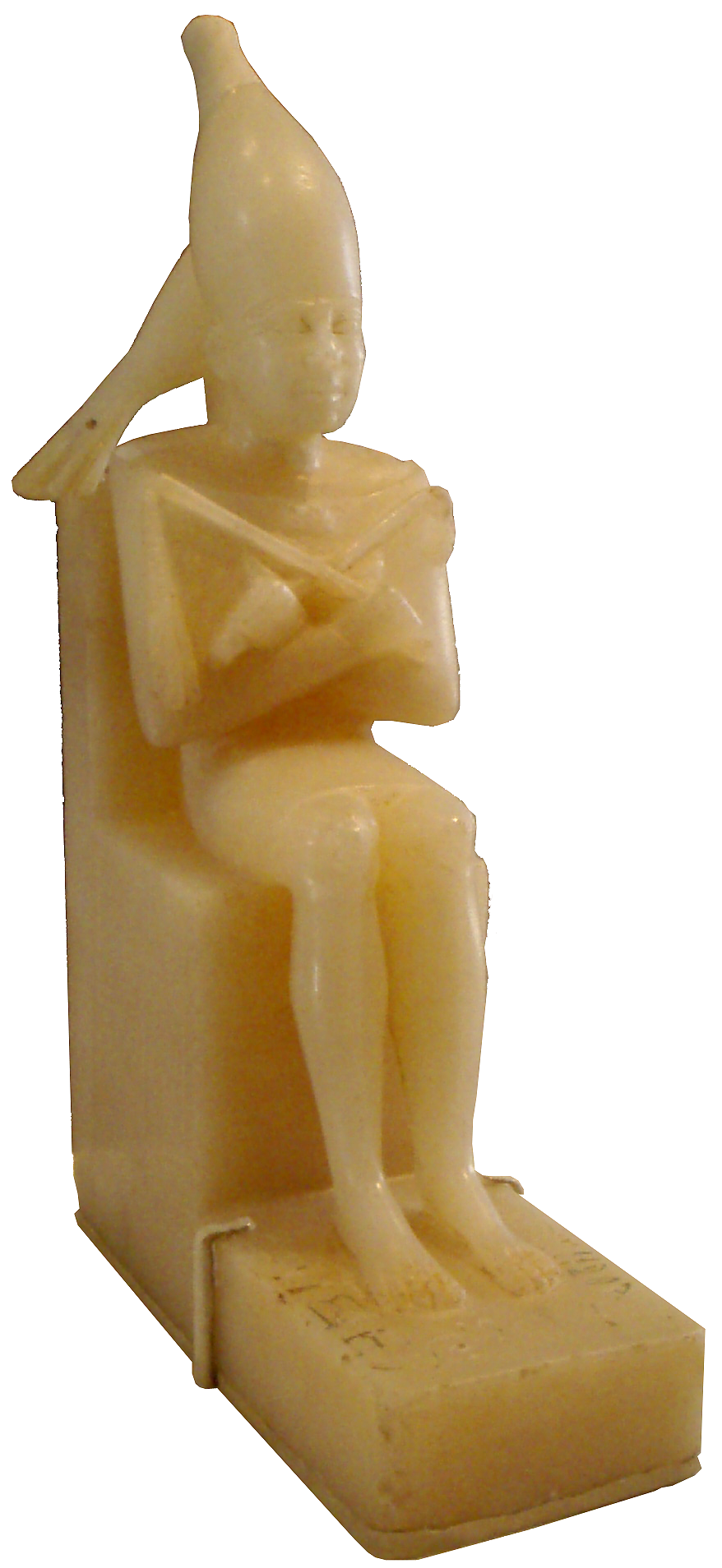
Pepi I șezând

După Canonul Regal din Torino (col. IV.3) Pepi I ar fi domnit numai 20 de ani, dată pe care egiptologul german J. von Beckerath o consideră o greșeală a celui care a compilat ulterior documentul, astfel că în loc de 50, ar fi scris 20. Oricum, documentele vremii sunt în concordanță cu această ipoteză. Într-un decret al lui Pepi I emis în beneficiul complexului funerar al lui Snofru este menționat „anul celei de-a 21-a întâmplări…“, iar o inscripție de la Hatnub precizează „anul celei de-a 25-a întâmplări…“. Dacă avem în vedere faptul că sistemul bienal al recensământului vitelor constituia modalitatea de datare a evenimentelor, atunci Pepi I ar fi domnit cel puțin 50 de ani. Astfel, cei 53 de ani oferiți de Manethon sunt apropiați de cifrele documentelor vremii. Desigur, în rândul egiptologilor nu există o unanimitate de opinie în legătură cu aceste date. Spre exemplu, A. Spalinger consideră că cea de-a doua dată, care menționează și primul jubileu sed al regelui, nu are nimic de-a face cu recensământul vitelor și ca atare cu sistemul bienal de numerotare a anilor.
Spre deosebire de alți faraoni ai Regatului Vechi, evenimentele domniei lui Pepi I sunt cunoscute și prin intermediul biografiilor mai multor mari demnitari. Cea mai cunoscută aparține lui Uni, cel care va deveni guvernatorul Egiptului de Sus, având atribuții asemănătoare cu cele ale unui vizir. În conformitate cu textul autobiografiei sale, Uni a fost însărcinat să ancheteze o conspirație de harem în care era implicată o con-cubină a faraonului, Weret-hetes. Evenimentul a avut loc în anul al 42-lea al domniei lui Pepi I. Textul nu relatează consecințele investigației, ci îl laudă pe Uni, socotit confidentul lui Pepi I. Probabil că aceste uneltiri împotriva faraonului se datorau faptului că Pepi I s-a căsătorit cu fiicele unui înalt demnitar din regiunea Abydos-ului, numit Khui. Prin această faptă se observă încercarea suveranului de a-și întări puterea bazându-se pe funcționarii provinciilor. În același scop l-a numit pe cumnatul său, Djau, în funcția de vizir. Revenind la fiicele lui Khui, acestea se numeau Ankhnes-merire I și a II-a. Prima a dat naștere urmașului Merenre Nemtiemsaf I, iar a doua lui Pepi al II-lea. 

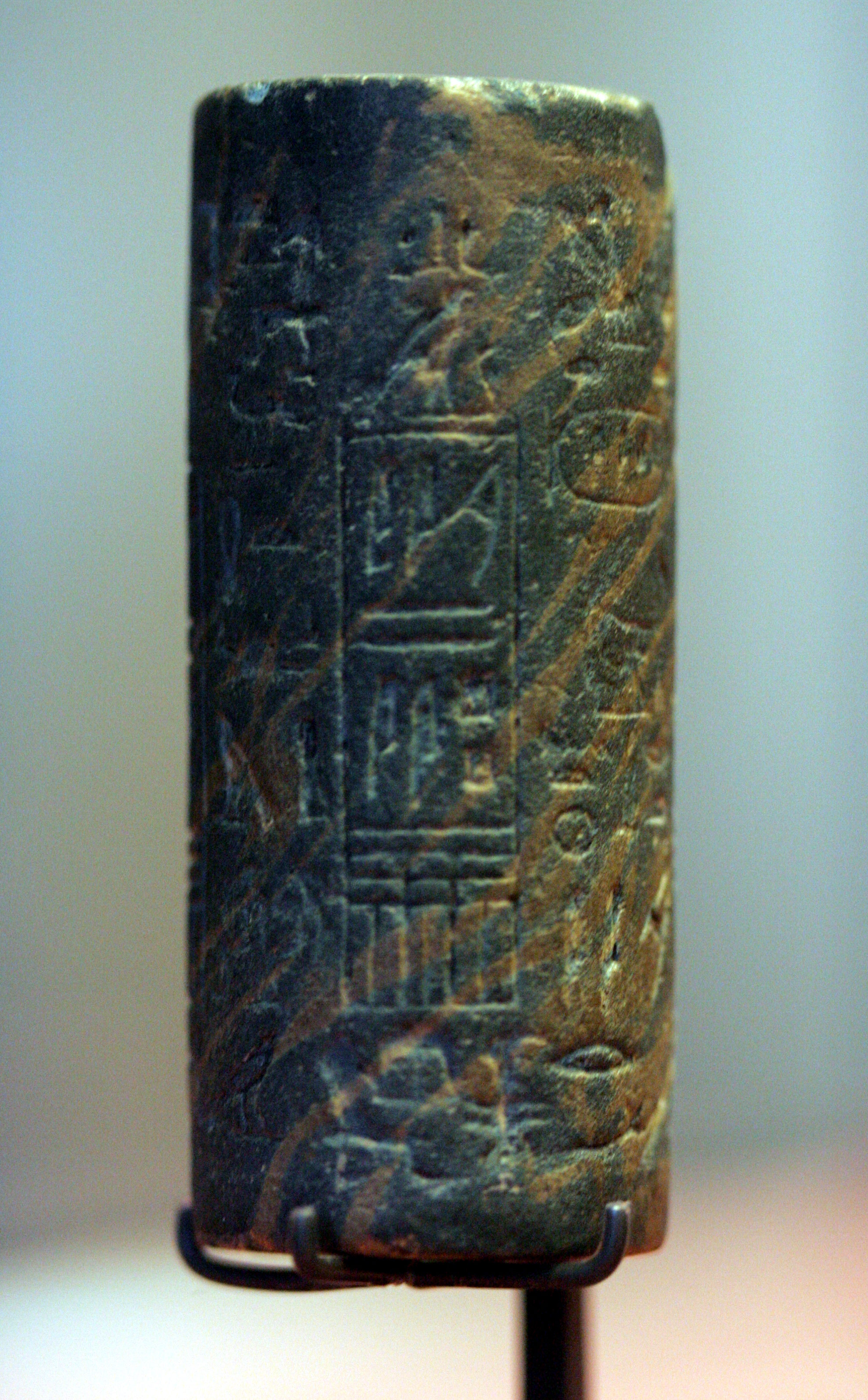
Sigiliul lui Pepi I

Aceași autobiografie a lui Uni relatează expediții militare întreprinse împotriva beduinilor asiatici, la care, pe lângă soldați egipteni din întreaga țară, participau și mercenari nubieni.
Acțiunile militare sunt confirmate și de o inscripție rupestră descoperită la Wadi Maghara în Sinai, datând din anul al 36-lea al domniei sale. Documentul are și o altă semnificație: menționează „(celebrarea) primei sărbători sed“ a lui Pepi I, eveniment confirmat și de inscripțiile de la Wadi Hammamat și Hatnub. Aceste expediții conduse de un înalt demnitar, numit imi-ra mesa „general“ titlu asociat și cu cel de „șef al lucrărilor“ (imi-ra kat), aveau scopul de a exploata minele de turcoază și de cupru din Sinai, de alabastru de la Hatnub, de bazalt și de alevrit de la Wadi Hammamat.
Printre rezultatele acestor expediții amintim confecționarea a nu-meroase statui regale. Astfel, prima statuie de bronz de mărime naturală, descoperită la Hierakonpolis în Egiptul de Sus, îl reprezintă pe faraon. Apoi, practic pe întregul teritoriu al Egiptului au existat temple și așezări, de la Tanis la Elephantine, care au fost restaurate sau construite din ordinul lui Pepi I.
Nu este exclusă nici menținerea unor relații comerciale și „diplomatice“ cu Byblos-ul sau Ebla.
Complexul mortuar al lui Pepi I se află în regiunea Saqqara-Sud. Piramida, cândva de 52,5 m înălțime, reprezintă astăzi numai o movilă de cca. 12 m înălțime, al cărui centru a fost scobit de către urmașii faraonului cu scopul de a refolosi piatra pentru alte construcții. Primele Texte ale Piramidelor au fost descoperite în această piramidă și a lui Merenre Nemtiemsaf I de către H. Brugsch(în anul 1881). Pentru investigarea întregului complex un merit deosebit revine unei echipe franceze aflată sub conducerea lui J. Leclant. În camera mortuară a piramidei a fost descoperit un vas canopus conținând viscerele faraonului. Numele piramidei are o semnificație apar-te în istoria egiptologiei, dar și a umanității. În timpul Regatului Vechi purta denumirea de Mennefer Pepi „Stabilă este perfecțiunea lui Pepi“. Din primele două elemente ale acestuia, grecii au creat numele Memphis. Printre descoperirile importante efectuate de către echipa de arheologi francezi se numără statuile de prizonieri din curtea templului mortuar al complexului și detectarea a cinci piramide, de dimensiuni reduse, aparținând reginelor lui Pepi I.